# Cyclophora linearia
Espèce
Cyclophora linearia, l'Éphyre trilignée ou la Phalène trilignée, est une espèce de papillons de la famille des Geometridae.

## Systématique
Le nom valide complet (avec auteur) de ce taxon est Cyclophora linearia (Hübner). L'espèce a été initialement classée dans le genre Geometra sous le protonyme Geometra linearia Hübner.
Ce taxon porte en français les noms vernaculaires ou normalisés suivants : Éphyre trilignée,, Phalène trilignée.
Cyclophora linearia a pour synonymes :
- Cosymbia linearia
- Cyclophora alba Cockayne, 1952
- Cyclophora approximans Prout, 1913
- Cyclophora arcufera Cockayne, 1952
- Cyclophora bicolor Oberthür, 1916
- Cyclophora carnearia de la Harpe, 1855
- Cyclophora cingulata Lempke, 1949
- Cyclophora demptaria Prout, 1913
- Cyclophora fasciata Prout, 1912
- Cyclophora infuscata Prout, 1913
- Cyclophora mesoorthia Schultz, 1930
- Cyclophora nigrosparsaria Fuchs, 1901
- Cyclophora ophthalmaria Oberthür, 1916
- Cyclophora rufescens Lempke, 1949
- Cyclophora semifasciata Derenne-Meyers, 1929
- Cyclophora simplificaria Culot, 1918
- Cyclophora trilinearia (Borkhausen, 1794)
- Cyclophora trilineata Schawerda, 1922
- Ephyra strabonaria Zeller, 1851
- Geometra linearia Hübner
- Phalaena luteolaria de Villiers, 1789
- Phalaena trilinearia Borkhausen, 1794
- Zonosoma linearium Wallengren, 1874